# 芬兰护照
芬兰护照（芬蘭語：Suomen passi）是发给芬兰国民用于国际旅行的护照。除了作为芬兰国籍的证明外，它们还有助于确保从芬兰驻外领事官员（或其他欧盟领事馆或北欧使团，如果当地没有芬兰领事官员的话）得到领事服务。
每个芬兰公民也是欧盟公民。持护照和芬兰身份证可以在欧盟、欧洲经济区及瑞士中的任何国家自由流动和居住。在北欧国家内部旅行时，由于有北欧护照联盟，所以北欧公民在法律上不需要身份文件。

## 持照人签证限制

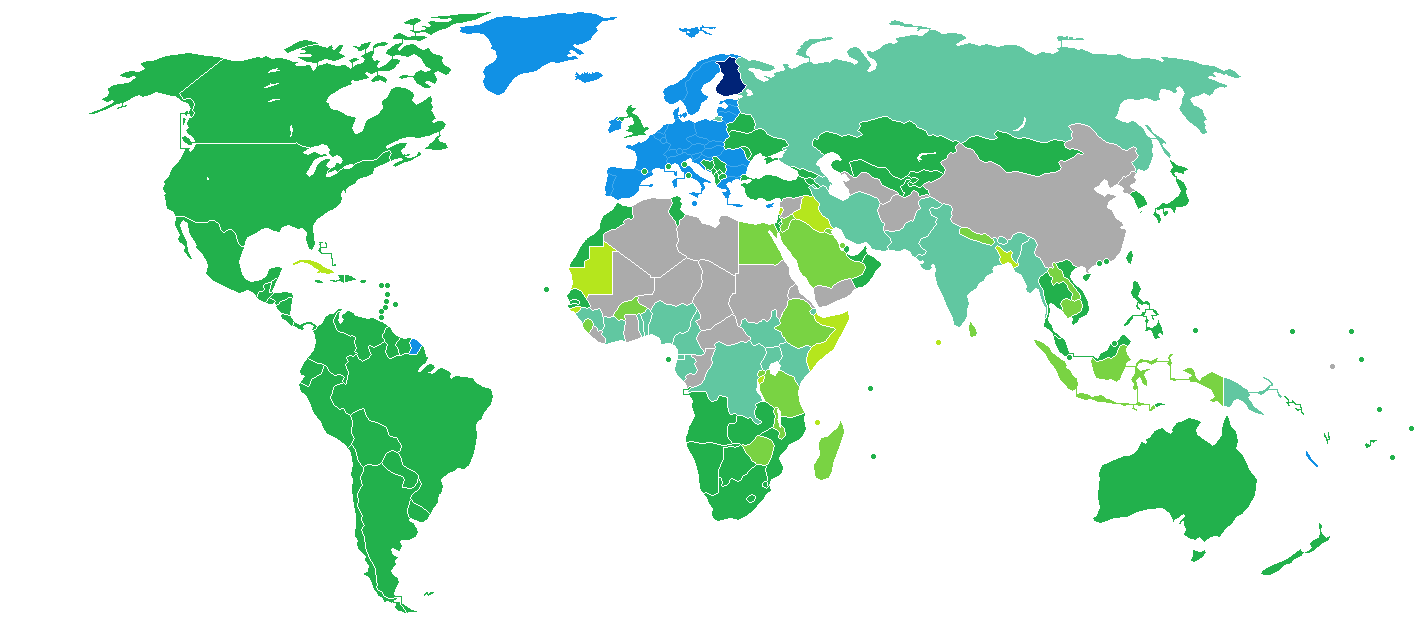
芬兰公民的签证要求
芬兰
可自由迁徙
免签证国家/地区
落地签证
电子签证
落地/电子签证
需要签证

根据2025年1月8日发布的亨利护照指数，芬兰护照可免签证、落地签证或电子签证入境192个国家和地区，位居世界第3，与法国、德国、意大利、韩国、西班牙护照并列。

## 历史
在1996年采用欧盟设计之前，芬兰发行的护照是深蓝色的，不包含“欧盟”的文字，但在其他方面的外观大致相似。以前，儿童之信息亦可包括在父母的护照中，但现在已不允许。芬兰规定，儿童必须获得自己的护照，无论年龄大小。

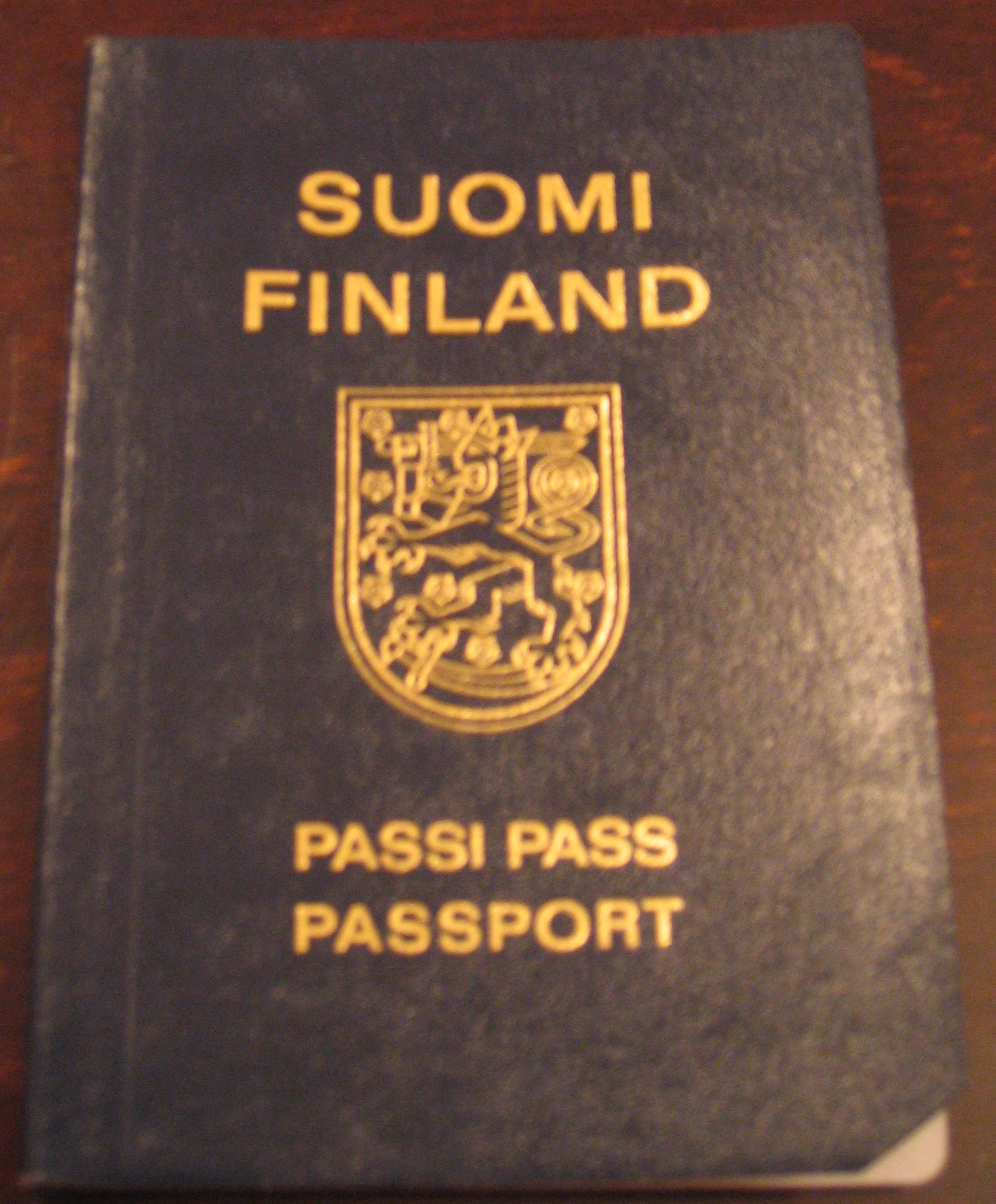
直至1996年芬兰护照的样式
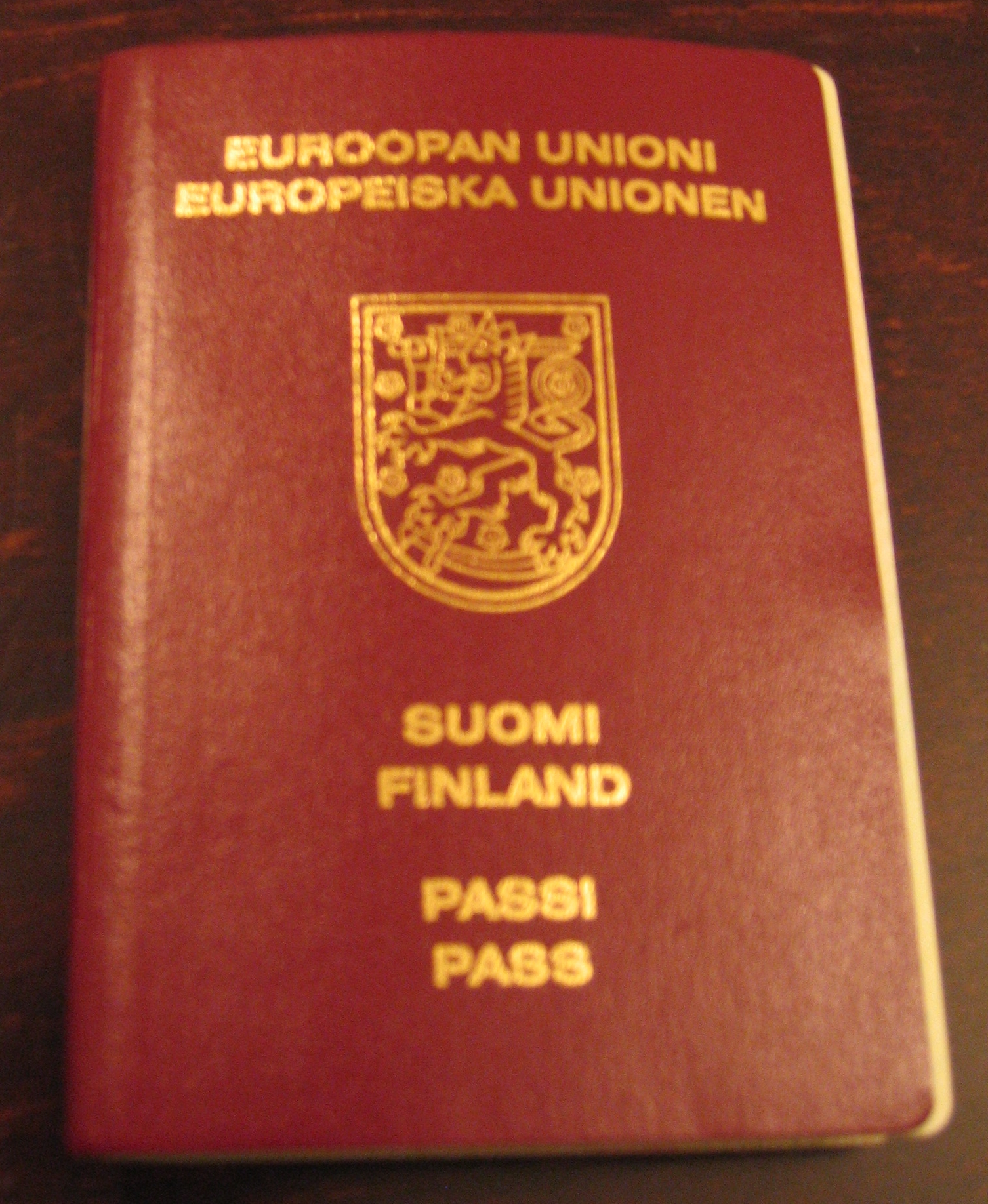
1996-2006年芬兰护照的样式
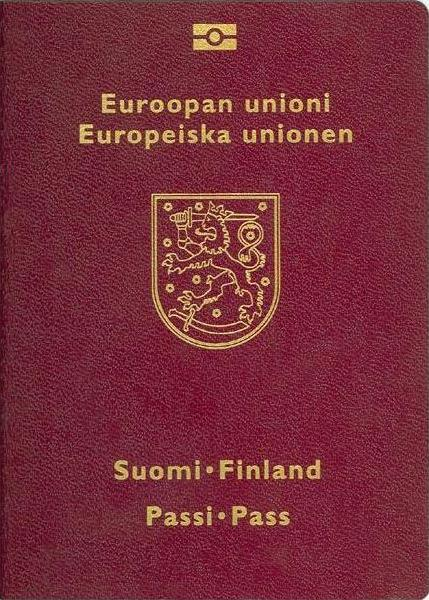
2006-2012年芬兰护照的样式
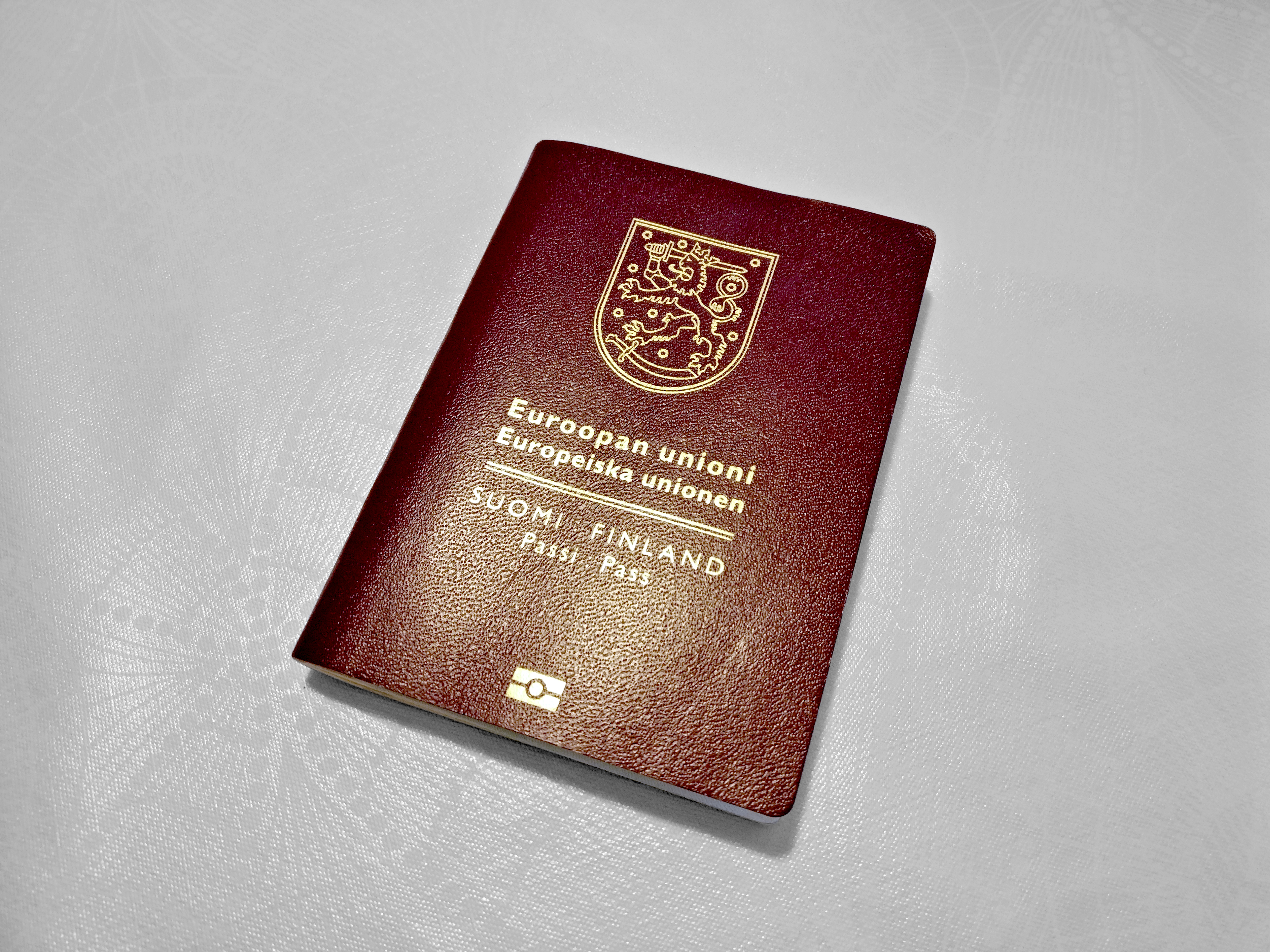
2012-2016年芬兰护照的样式
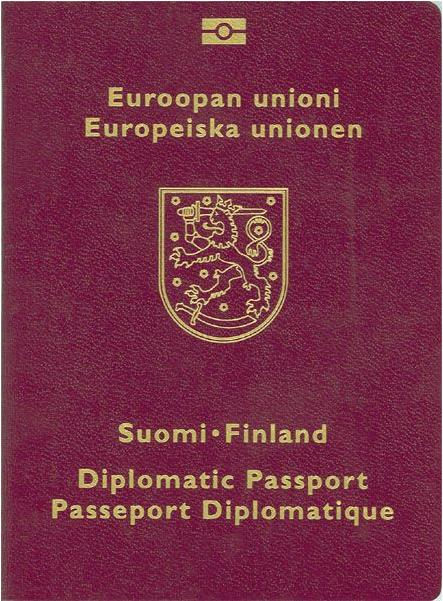
芬兰外交护照样式
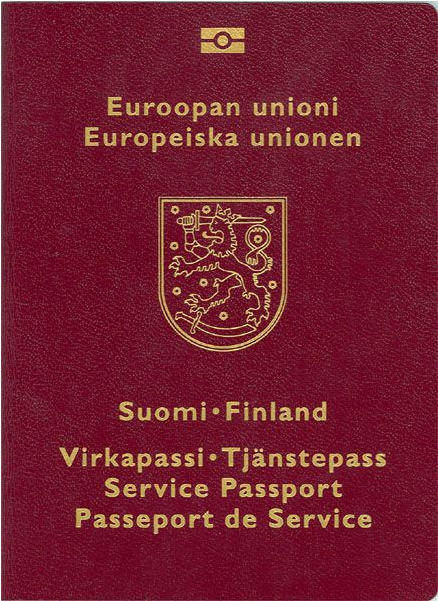
生物识别服务护照的封面
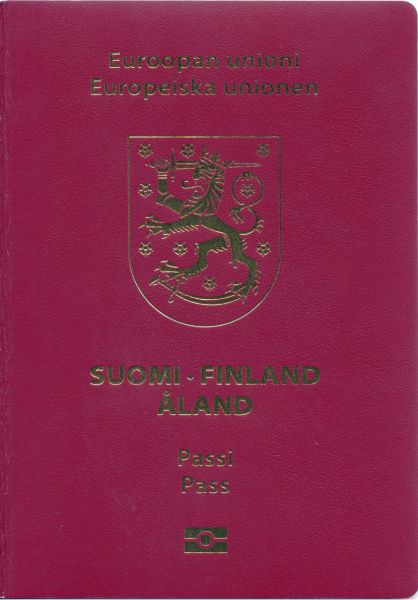
签发给奥兰群岛公民的护照的样式
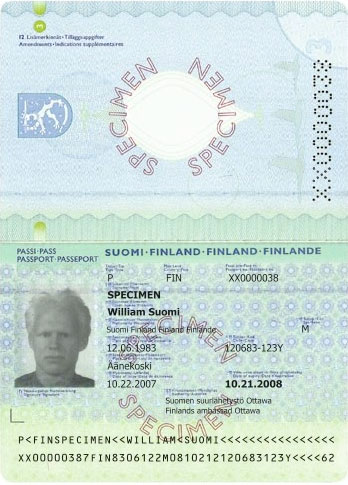
没有RFID芯片的现行护照 (只在芬兰驻外使馆发放)
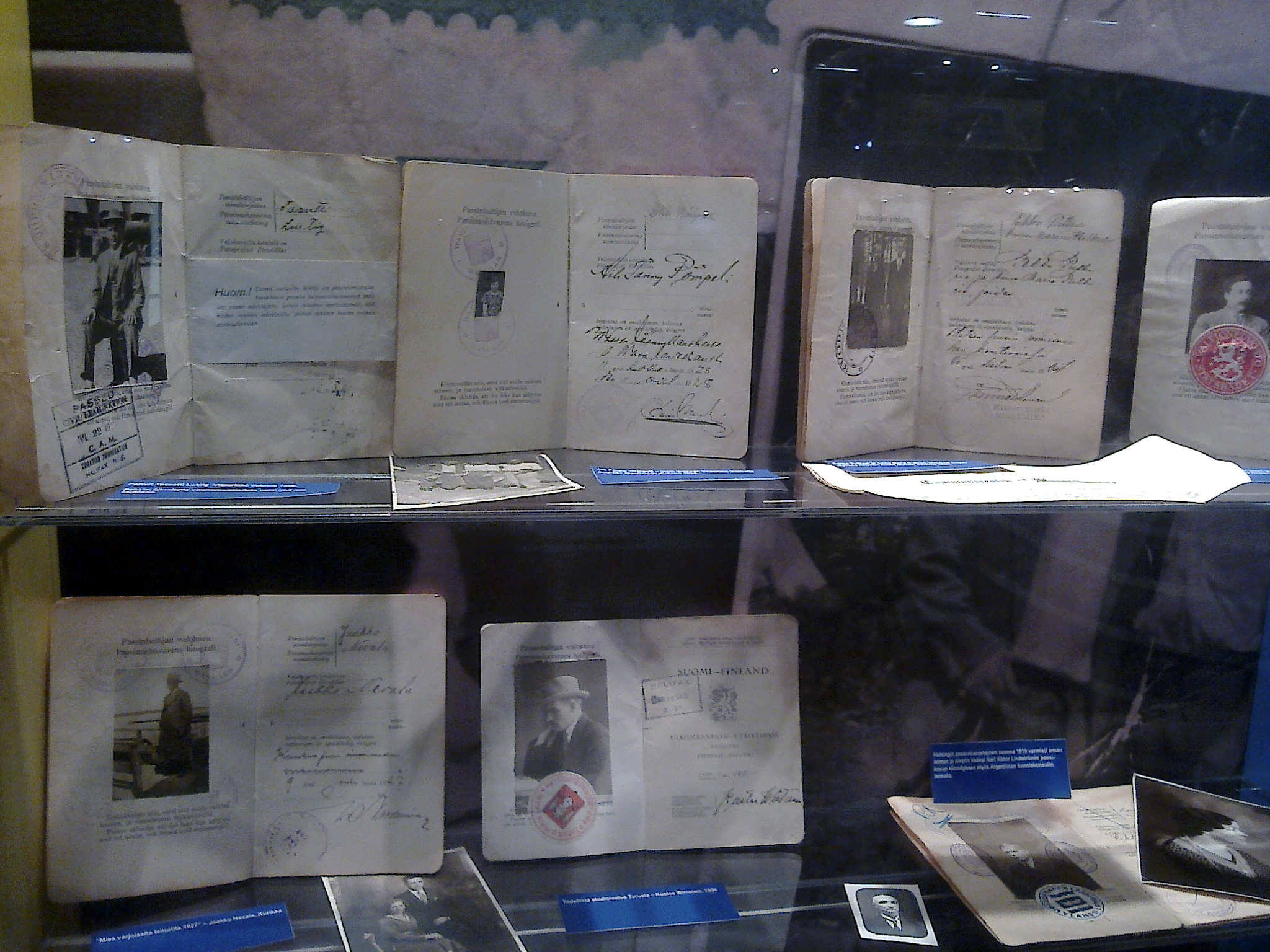
芬兰外交部展示的旧芬兰护照系列

## 奥兰护照
有自己自治政府的奥兰自治区单独发行自己的护照。但是奥兰护照并不标识为单独的国籍，所有奥兰护照持照人均为芬兰公民。不像丹麦的自治领或英国的王室属地（这些均不在欧盟之内），奥兰自治区是芬兰共和国的完整组成部分，所以奥兰护照持有人享受欧盟成员的所有权利和福利。奥兰护照依照欧盟护照的标准格式，在封面上同时标注“芬兰”和“奥兰”原文字样。